# 에두아르두 브리투 다 시우바
에두아르두 브라투 다 시우바(포르투갈어: Eduardo Brito da Silva, 2004년 7월 5일~)는 브라질의 축구 선수이다.